# Kraftöverföring

Kraftöverföring från ett kugghjul till ett annat.

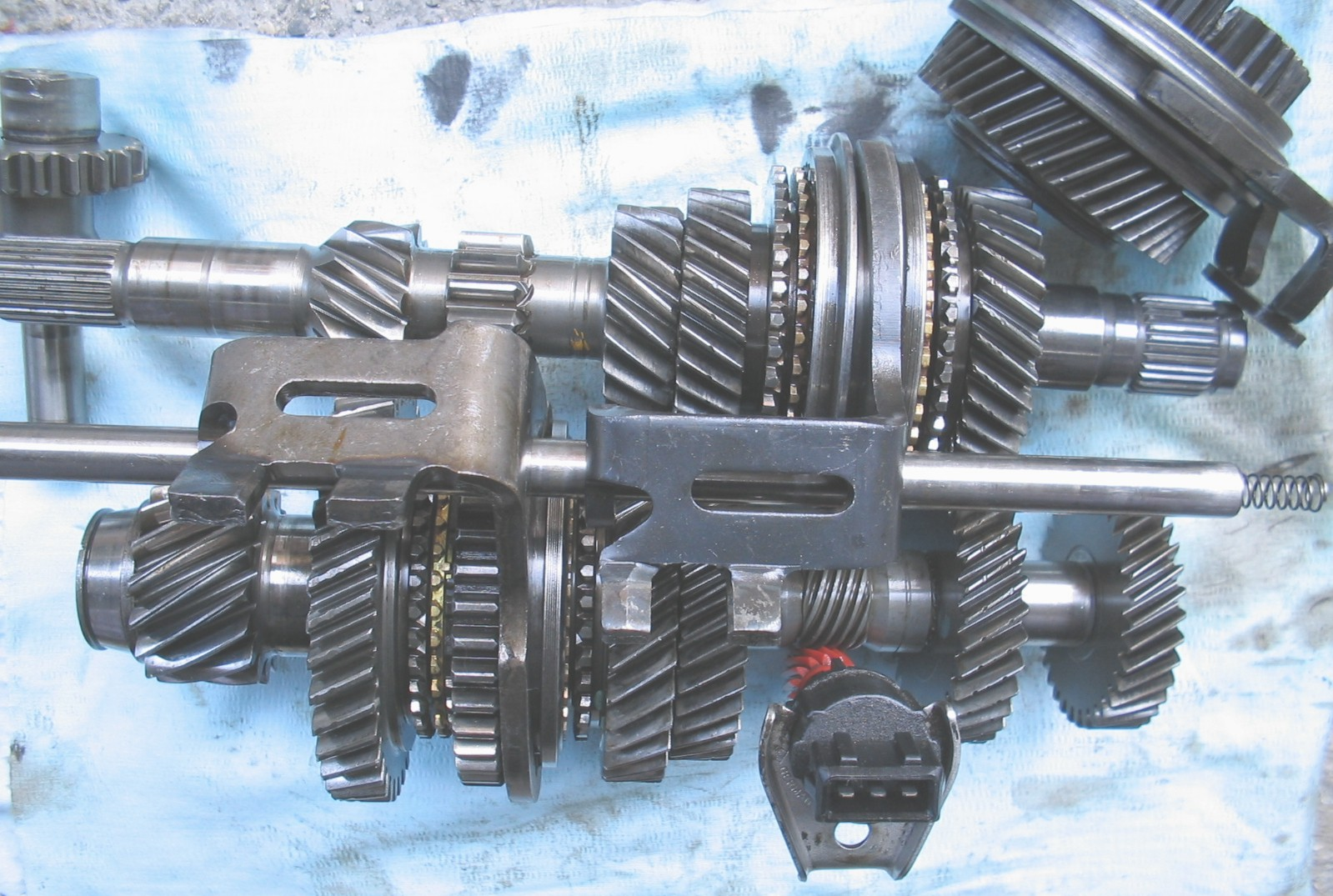
Växellåda från en Volkswagen Golf.

Kraftöverföring är överföring av kraft inom fysik och teknik.
Inom maskintekniken går kraftöverföring eller transmission ut på att via drivaxlar, drivremmar, kugghjul med mera överföra kraft mellan exempelvis en motor och hjul.
Kraftöverföring sker även inom ellära och elektronik. 